# Eric Bauza
Eric Bauza, född, 7 december 1979 i Toronto, är en kanadensisk-amerikansk skådespelare.
Bauza har bland annat medverkat i TV-serien Hot Wheels: Full fart!. Han har även medverkat i filmerna Space Jam: A New Legacy och Hacke Hackspett på sommarläger.

## Filmografi (i urval)
- 2014–2017 – Teenage Mutant Ninja Turtles (2012) (TV-serie)
- 2021 – Space Jam: A New Legacy
- 2024 – Hot Wheels: Full fart! (TV-serie)
- 2024 – Hacke Hackspett på sommarläger